# 밈미 카네르보

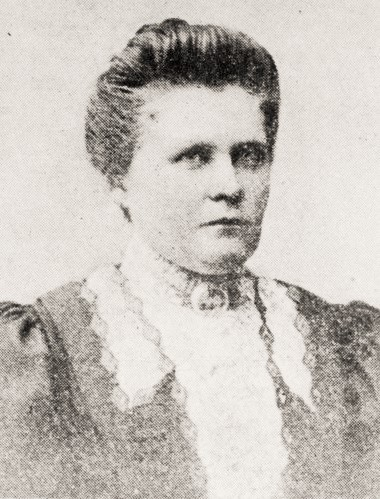

빌헬미나 "밈미" 카네르보(Vilhelmina "Mimmi" Kanervo, 1870년 5월 26일-1922년 4월 1일)는 핀란드의 정치인, 교육자다.
우랼라 출신으로 혼전 성은 그뢰늘룬드(Grönlund)였다. 핀란드 사회민주당 소속으로 1907년-1917년 의회의원을 역임했다. 지역구는 투르쿠 북부 선거구였다.
투르쿠의 교외 지역에서 1903년까지 시녀 일을 했다. 이후 노동운동에 투신하였고 1905년 총파업에 주도적으로 참여했다.
핀란드 내전 이후인 1918년 정치적 이유로 수감되었다. 이후 죽을 때까지 사회민주여성조합에서 강사로 일했다.